# Parafia Świętych Apostołów Piotra i Pawła w Zagorzycach
Parafia Świętych Apostołów Piotra i Pawła w Zagorzycach – parafia rzymskokatolicka znajdująca się w diecezji rzeszowskiej w dekanacie Sędziszów Małopolski. Erygowana w 1925 roku.
Na terenie parafii, w sąsiedniej wiosce Gnojnica-Wola znajduje się także dojazdowy kościół filialny pw. Matki Bożej Królowej Polski, w którym uroczystości odpustowe odbywają się w dniu 3 maja.